# Комитат (Унгария)
Вижте пояснителната страница за други значения на Комитат.
Комитат (на латински: comitatus) или вармеджа (на унгарски: vármegye, вармедье; на хърватски: županija, жупания) е историческа административно-териториална единица на Кралство Унгария, съществувала от X век до 1918 г.